# Мюллер, Фридрих (композитор)
Фридрих Мюллер (нем. Friedrich Müller; 10 декабря 1786, Орламюнде — 12 декабря 1871, Рудольштадт) — немецкий музыкант.
Сын городского музыканта в Орламюнде, получил первые уроки музыки у своего отца. В 1802 году поступил в придворную капеллу графства Шварцбург-Рудольштадт в качестве кларнетиста и виолончелиста, одновременно изучал теорию музыки под руководством Генриха Кристофа Коха. Позднее занял пост концертмейстера вторых скрипок, хотя по-прежнему из инструментов предпочитал кларнет. В 1816 году реорганизовал рудольштадтский военный и духовой оркестр, за что получил звание камер-музыканта. В 1831 году стал музыкальным руководителем придворной капеллы, в 1835 году удостоен звания придворного капельмейстера. С 1854 года на пенсии.
В композиторском наследии Мюллера — ряд произведений для кларнета с оркестром (два концерта, два концертино и т. д.), другие сочинения с солирующими духовыми инструментами и их сочетаниями, а также две симфонии, из которых первая (1840), посвящённая Людвигу Шпору, была в 1842 году исполнена в Лейпциге Оркестром Гевандхауса, встретив горячее одобрение критики, указывавшей, прежде всего, на простоту и естественность композиции.